# Panopticom
Panopticom ist ein Lied des englischen Singer-Songwriters und Rockmusikers Peter Gabriel. Es ist am 1. Dezember 2023 auf Gabriels zehntem Studioalbum i/o erschienen.

## Geschichte
Die Erstveröffentlichung von Panopticom erfolgte als erste Single des Albums i/o am 6. Januar 2023. Diese wurde als Einzeltrack zum Download und Streaming durch Real World Records veröffentlicht. Hierbei handelt es sich um den sogenannten Bright Side Mix, der von Mark „Spike“ Stent abgemischt wurde. Erstmals seit The Veil aus dem Jahr 2016 erschien mit Panopticom wieder eine Single von Gabriel. Am 21. Januar 2023 wurde das Lied als sogenannter Dark Side Mix ebenfalls als Einzeltrack-Single publiziert. Diese Version wurde durch Tchad Blake abgemischt. Am 28. Januar wurde der Atmos In-Side Mix von Hans-Martin Buff veröffentlicht.

„Mir gefällt die Idee des Multiple-Mix-Ansatzes sehr gut, denn für die meisten Künstler ist der Prozess und nicht das Produkt das Wichtigste. In gewisser Weise versuche ich, den Prozess für diejenigen, die daran interessiert sind, ein wenig mehr zu öffnen.“

Das Lied wurde erstmals bei dem ersten Konzert der I/o The Tour am 18. Mai 2023 in der Tauron Arena in Krakau, Polen live gespielt und gehörte immer zur Setlist der Tournee.

## Artwork
Das Cover-Artwork beider Singlevarianten zeigt das Bild Red Gravity von David Spriggs. Es stammt aus der Reihe Gravity von 2019 und wurde in Acryl auf geschichtetem Plexiglas in einer mit LEDs beleuchteten Vitrine aus Plexiglas der Größe 84 × 61 × 20 cm ausgeführt.
Wie häufig bei David Spriggs Werken, ist die durch die Schichten entstandene Figur nicht gegenständlich, sondern abstrakt. Im Fall von Red Gravity handelt es sich um einen linksherum drehenden Strudel in Rot, der um ein offenes Auge eines Wirbelsturms kreist.

„Es war das Thema der Überwachung, das mich mit der Arbeit von David Spriggs verband, weil er eine Arbeit zu diesem Thema gemacht hatte. David Spriggs macht diese erstaunlichen Sachen, indem er viele Schichten von Folien verwendet, so dass man diese seltsamen Kreationen mit einer echten Intensität erhält. Ein Teil seiner Arbeit besteht darin, sich vorzustellen, wie die Kunst in einigen Jahren aussehen könnte, und dann zu versuchen, dementsprechend zu gestalten, und ich denke, das ist ihm in diesem speziellen Werk sehr gut gelungen.“

## Hintergrund
Aufgenommen in Gabriels Real World Studios in Box, Wiltshire und im Beehive in London, sind auf Panopticom Tony Levin am Bass, David Rhodes an der Gitarre, Manu Katché am Schlagzeug und Brian Eno an Synthesizer und Glocken zu hören. Außerdem steuert Ríoghnach Connolly (von dem Folk-Duo The Breath) Hintergrundgesang bei.
Der Bright-Side Mix der Single wurde am ersten Vollmond des Jahres 2023 veröffentlicht, genannt Wolf Moon. Gabriel kündigte bei der Veröffentlichung des Titels an, dass weitere Bright-Side Mixe von Titeln des Albums von Mark „Spike“ Stent und weitere Dark-Side Mixe von Tchad Blake veröffentlicht werden. Der erste Mix wurde jeweils bei Vollmond und der/die weiteren bei Neumond veröffentlicht. Darüber hinaus wurden von allen Titeln In-Side Mixe in Dolby Atmos von Hans-Martin Buff angekündigt, die von ihm im Red Room der Real World Studios und seinem eigenen Tonstudio Aural Majority Pad in Boofland erstellt wurden. Diese können auf Apple Music, Amazon Music wie auch der Audio-Blu-ray des Albums gehört werden. Als Stereo-Variante steht bzgl. der Streamingdienste der jeweilige Dark-Side Mix zur Verfügung.

## Inhalt und Bedeutung
Über den Ursprung des Liedes sagte Gabriel:

„Der erste Song basiert auf einer Idee, an der ich gearbeitet habe, um die Schaffung eines unendlich erweiterbaren, zugänglichen Datenglobus zu initiieren: das Panopticom. Wir sind dabei, eine Gruppe von Gleichgesinnten zusammenzubringen, die in der Lage sein könnten, dies zum Leben zu erwecken, damit die Welt sich selbst besser sehen und mehr von dem verstehen kann, was wirklich vor sich geht.“

Außerdem nannte Gabriel die Forschungsgruppe Forensic Architecture, die Gruppe für investigativen Journalismus Bellingcat und die von Gabriel mitgegründete gemeinnützige Menschenrechtsorganisation WITNESS als Inspiration.

## Bandcamp Exclusives
Für die Abonnenten des Kanals von Peter Gabriel bei dem Online-Musikdienst Bandcamp wurden zusätzlich zu den Bright-Side und den Dark-Side Mixen alternative Versionen der bis jetzt veröffentlichten Titel des Albums i/o auch zum Download zur Verfügung gestellt, wie auch Videoclips, die deutlich mehr in die Tiefe gehen als die Clips auf YouTube, die an jedem Vollmond regulär erscheinen (meistens an Neumond, manchmal später).
Panopticom (Original Band Tracking Session 24-09-2021) – 5:33 – Längere Live-Einspielung in den Real World Studios vom 24. September 2021, neben Peter Gabriel spielen David Rhodes, Manu Katché und Tony Levin mit.

## Musikvideos
Das erste Musikvideo zu Panopticom ist der Beitrag des Benutzer Stephen Grzanowski alias Vnderworld für den Peter Gabriel / Stability AI #DiffuseTogether Wettbewerb, der am 18. April 2023 von Gabriel und Stability AI gestartet wurde. Die Gewinner wurden im Juni 2023 bekannt gegeben. Das ausgewählte Video gewann in dem Wettbewerb den zweiten Preis.
Über den Wettbewerb sagte Gabriel:

„Es gibt so viele Talente, die in diesem Wettbewerb zu sehen sind, und diese Gewinner müssen wir in Zukunft im Auge behalten.“

Über das erste Video sagte Stephen Grzanowski alias Vnderworld:

„Von Anfang an stellt das Video eine tiefgründige Allegorie der modernen Existenz dar, die durch die Bilder von Sonnenblumen gekonnt verkörpert wird - unnachgiebig in ihrer Hingabe an die Sonne, analog zu unserer eigenen unterwürfigen Verbindung zu einer höheren Macht, oder vielleicht einem technologischen Regime. Die Allgegenwart von Augäpfeln und Überwachungskameras dient als Anspielung auf den stets wachsamen Blick der Überwachung und lädt zum Nachdenken über das Konzept des Panopticons ein, in dem die Grenze zwischen Beobachter und Beobachtetem in einer beunruhigenden Symmetrie verschwimmt. Der Übergang zum Berlin der Nachkriegszeit, ein historischer Verweis auf die Folgen von Konflikten und gesellschaftlichen Umstrukturierungen, ist eine Meisterleistung, die die thematische Essenz des Videos mit visuellem Einfallsreichtum verbindet. Das psychedelische Zwischenspiel, das von einem Text begleitet wird, der darauf anspielt, Sorgen in „Medizin“ zu ertränken, verwandelt sich in eine aquatische Traumlandschaft. Dieser Übergang unterstreicht die Idee der Flucht durch selbst herbeigeführte Betäubung und verdeutlicht gleichzeitig den verschlingenden Griff der Ablenkungen. Die Wassermetapher weitet sich dann zu einer tiefgründigen Introspektion der menschlichen Bedeutungslosigkeit aus, da das Aquarium die Perspektive der Existenz als eine vergängliche Reise innerhalb eines ausgedehnten, gleichgültigen Kosmos einrahmt. Doch schon bald verwandelt sich das Aquarium in ein beängstigendes Gefängnis, in dem die Menschen von Gefangenen zu bloßen Beobachtern werden, die in den Wänden ihres eigenen Wohnzimmers gefangen sind und als Gefangene genau der Technologie dienen, die ihre Realität gestaltet.“

Das zweite Musikvideo belegte gemeinsam mit dem zu The Court von Junie Lau – den ersten Platz in dem #DiffuseTogether Wettbewerb von Peter Gabriel, bei dem von einer KI generierte Clips teilnehmen konnten. Erstellt wurde es von Lam Son Do AKA Lamson, der sich selbst als AI Artist bezeichnet, und sich als immer lernend und wachsend ansieht. Auch in diesem Video spielt das Gefängnis Panopticon eine Rolle.
Über das zweite Video sagte Lam Son Do alias Lamson:

„Bei Panopticom schlug der Song eine tiefe Verbindung zu mir. Er passte zu meinem ständigen Empfinden, beobachtet zu werden und andere zu beobachten, wenn ich mich in der Welt der sozialen Medien bewege.“

Am 23. Januar 2025 wurde die KI-Musikvideocreator-Plattform 50:50 gestartet, die eine fairere Aufteilung der Aufmerksamkeit und der Einnahmen zwischen dem Urheber der Musik und dem der visuellen Elemente erreichen soll.
Im Rahmen von 50:50 wurde am 20. März 2025 ein drittes Musikvideo zu dem Bright-Side Mix am 20. März 2025 veröffentlicht und wurde von Dominic DeJoseph erstellt. Dieses zeigt die Welt, die sich um ein riesiges Auge zu drehen scheint.
Über das dritte Video sagte Dominic DeJoseph:

„Ich verstand das kreative Dilemma, das die Integration der künstlichen Intelligenz in die Kunst mit sich bringt, und beschloss, mich auf die schiefe Bahn zu begeben, um ihr Potenzial für die Schaffung neuartiger und experimenteller Werke zu erforschen, ähnlich wie die Surrealisten mit ihrer Praxis des automatischen Schreibens, die es ihnen ermöglichte, traumartige Bilder scheinbar aus dem Nichts zu schaffen.“

## Mitwirkende
(Quelle:)

### Liedproduktion
- Tchad Blake – Mixing (Dark-Side Mix)
- Hans-Martin Buff – Dolby-Atmos-Mixing (In-Side Mix)
- Richard Chappell – Produktionsvorbereitung, Rhythmus-Programmierung
- Matt Colton – Mastering
- Ríoghnach Connolly – Begleitgesang
- Faye Dolle – Technische Assistenz
- Brian Eno – Glocken, Synthesizer
- Peter Gabriel – Begleitgesang, Leadgesang, Produktion, Rhythmusprogrammierung, Synthesizer
- Oli Jacobs – Rhythmusprogrammierung, Synthesizer
- Manu Katché – Schlagzeug
- Tony Levin – Bassgitarre
- Katie May – Akustische Gitarre
- Stuart McCallum – E-Gitarre, Akustische Gitarre (nur In-Side-Mix)
- David Rhodes – Begleitgesang, E-Gitarre
- Mark „Spike“ Stent – Mixing (Bright-Side Mix)[39]

### Unternehmen
- Aural Majority Pad – Tonstudio (Dolby Atmos Mix)
- The Beehive – Tonstudio
- Metropolis Mastering – Mastering
- Real World Studios – Tonstudio

## The Panopticom
Zur Veröffentlichung der Single Panopticom gab Gabriel die Absicht bekannt an die Schaffung eines unendlich erweiterbaren, begehbaren Datenglobus zu starten. Eine Gruppe von Gleichgesinnten soll dies zum Leben erwecken, „damit die Welt sich selbst besser sehen kann und mehr davon versteht, was wirklich vor sich geht“.
Da immer mehr Daten erzeugt werden und nur wenige davon nach außen hin sichtbar sind, soll die Panopticom-Plattform ein sich ständig verändernder, mit Daten von Satelliten gespeister Globus sein, der der es allen Menschen möglich macht, geeignete und aussagekräftige persönliche, soziale, wirtschaftliche und politische Daten sowie alle Arten von wissenschaftlichen und ökologischen Informationen hochzuladen und zu überwachen. Die Daten sollen soweit möglich örtlich zuordenbar sein. Nach angemessenen Gültigkeitstests sollen diese Daten ermöglichen, dass nie wieder Bedrohungen für den Planeten, seine Menschen, Flora und Fauna unsichtbar, geleugnet, vergessen oder ausgelöscht werden können. Alle Bürger sollen die Möglichkeit haben zu suchen und die Geschichte der Daten zu sehen. Eine persönliche Ebene der Daten wäre denkbar.
Die Entwicklung des Klimas und der Biosphäre oder die Einhaltung der Menschenrechte könnten so verfolgt werden. Böswillige oder gefahrliche Absichten sollen abgeschreckt werden.
Die Visualisierung der Daten könnte nach den Vorstellungen von Gabriel den Planeten Erde verändern, wie dies bereits in der Medizin geschah. Diese ersten Ideen sollen seiner Ansicht nach zur Schaffung von etwas führen, dass alle Passagiere auf diesem großen blauen Ball informiert, inspiriert und schützt.